# Tatra RT8D5
Татра RT8D5 — легкорейковий поїзд, збудований чеським виробником, ЧКД Татра. Вагони виробляли для Системи швидкісного рейкового сполучення в Манілі допоки компанію ЧКД Татра не поглинула компанія Siemens.

## Історія

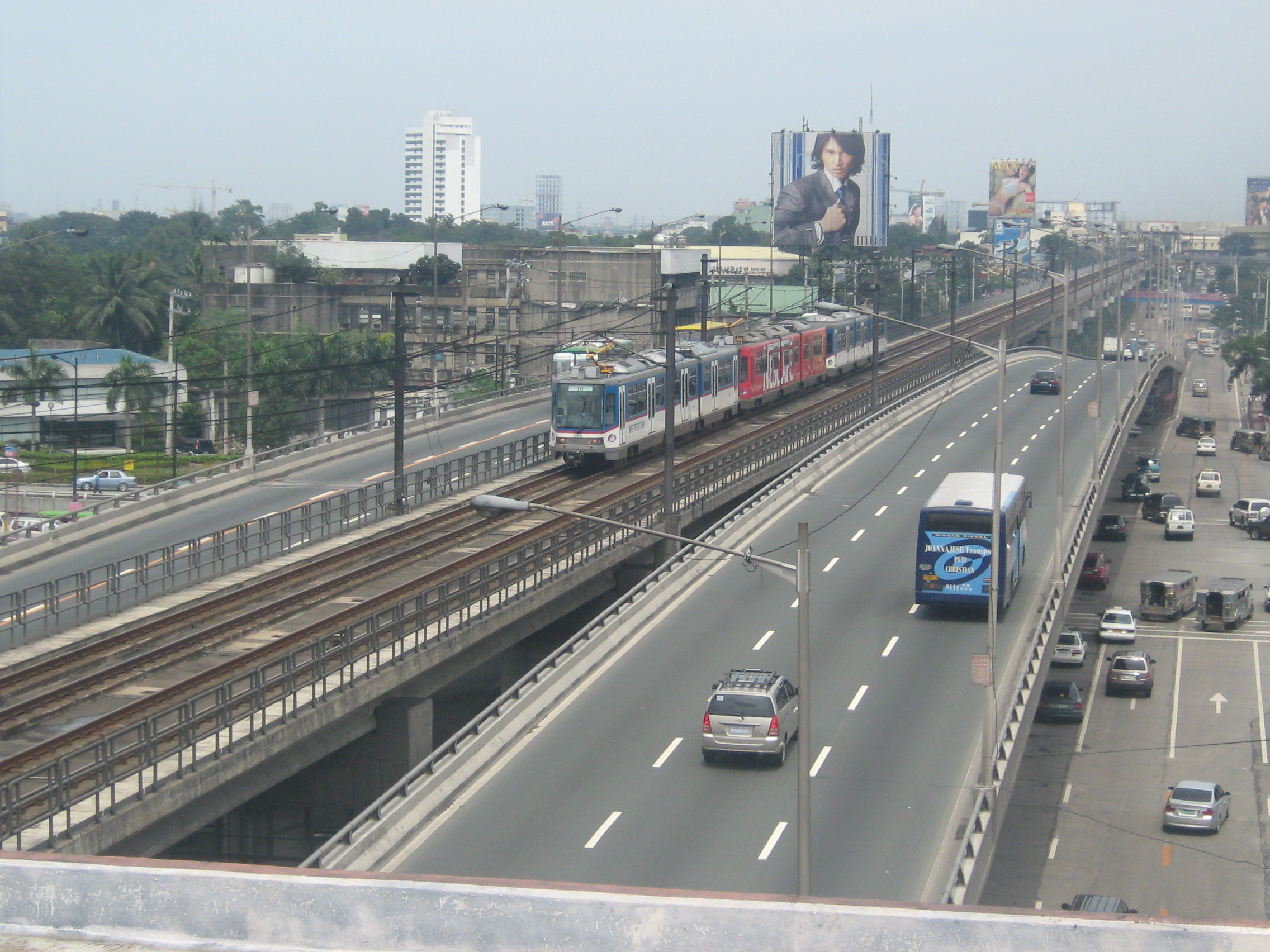
Типовий трьохвагонний поїзд RT8D5M лінії MRT-3, однієї з трьох швидкісних ліній в Манілі.

Після зменшення традиційних ринків у 1990-і роки, ЧКД змушена була шукати нових ринків збуту. Одним з потенційних покупців було місто Маніла, де планували збудувати нову швидкісну транспортну лінію, теперішню MRT 3. У березні 1996 року перший трьохвагонний трамвай під номером 0029 пройшов тест у Празі. Дана модель — удосконалення KT8D5, де зберігалося обладнання керування, пропорції, носова та хвостова секції, а, на відміну від більш пізних моделей, вагони були призначені для двостороннього управління. Вагон лишився у Празі до жовтня 1998 року, і разом із прототипами Tatra-T5A5, № 0013 а також T3 № 6663 використовувався для різних краш-тестів у головному цеху Прага-Гостіварж, після чого вагон було утилізовано.
Перший поїзд у 1997 році було доставлено літаком; решту доставили морем. Поїзди переважно працюють зчепками по три вагони.

## Технічні характеристики
Односторонній восьмиосьовий моторизований вагон, що складається з трьох частин, які з'єднані між собою зчепкою із накладкою. Кожен вагон забезпечений п'ятьма двостулковими, електронно-керованими, притульно-зсувними дверима. Три центральні двері мають відкриту ширину 1255 міліметрів, а кінцеві двері — 861 мм. Кожен потяг має 80 посадкових місць, а максимвльно розрахований на 394 пасажирів. Вагони зчленовані, восьмивісні, трисекційні, призначені для одностороннього руху. Потяги рухаються з максимальною швидкістю 65 кілометрів на годину стандартною колією. RT8D5 було спроектовано для роботи на високошвидкісному міському залізничному транспорті, обладнаному високими платформами.